# فردریک لین
فردریک لین (انگلیسی: Frederick Lane؛ ۲ فوریهٔ ۱۸۸۰ – ۱۴ مهٔ ۱۹۶۹) یک شناگر اهل استرالیا بود.
وی در مسابقات بین‌المللی در مجموع برنده ۲ مدال طلا شده‌است.